# ペトル・アルトリフテル
ペトル・アルトリフテル（Petr Altrichter, 1951年5月24日 - ）は、チェコ出身の指揮者。

## 経歴
1951年、モラヴィア・スレスコ州フレンシュタード・ポト・ラドシュチェム生まれ。オストラヴァ音楽院でホルンと指揮法を学んだ後、ヤナーチェク音楽院でリヒャルト・ティーンスキー、オタカール・トゥルフリーク、フランティシェク・イーレク、ヨーゼフ・ヴェセルカらの薫陶を受けた。1976年にブザンソン国際指揮者コンクールで２位入賞。
1978年にヤナーチェク音楽院を卒業した後は、ブルノ国立フィルハーモニー管弦楽団でイーレクのアシスタントとなり、チェコ・フィルハーモニー管弦楽団でヴァーツラフ・ノイマンのアシスタントを務めた。1979年から1984年までボフスラフ・マルティヌー・フィルハーモニー管弦楽団の指揮者、1982年から1989年まではパルドゥビツェ室内フィルハーモニー管弦楽団の指揮者を務めた。1984年から1987年までブルノ国立フィルハーモニー管弦楽団の指揮者を務めた後、1990年から翌年までプラハ交響楽団の首席指揮者になった。
1993年から2004年までは南西ドイツ・フィルハーモニー管弦楽団の首席指揮者、1997年から2001年までロイヤル・リヴァプール・フィルハーモニー管弦楽団の音楽監督、2002年から2009年までブルノ国立フィルハーモニー管弦楽団の首席指揮者を歴任した。